# Lockheed Martin C-130J Super Hercules
Lockheed Martin C-130J "Super" Hercules là một loại máy bay vận tải quân sự 4 động cơ tua bin cánh quạt theo module turboprop.C-130J là một phiên bản nâng cấp kéo dài thân máy bay của loại Lockheed C-130 Hercules.15 quốc gia đã đặt mua tổng cộng 300 chiếc C-130J,Hơn 250 chiếc đã được giao hàng đến với tất cả các khách hàng trên toàn thế giới bao gồm chính danh và ẩn danh tính đến  tháng 2 năm 2012.

### Lịch trình giao hàng
| 5         | 5   | 5   | 5   | 5   | 10  | 10  | 10  | 10  | 10  | 15  | 15  | 15  | 15  | 15  | 20  | 20  | 20  | 20  | 20  | 25  | 25  | 25  | 25  | 25  | 30  | 30  | 30  | 30  | 30  | 40  | 40  | 40  | 40  | 40  |     |     |     |     |     |     |
| 1998      | 19  | 19  | 19  | 19  | 19  | 19  | 19  | 19  | 19  | 19  | 19  | 19  | 19  | 19  | 19  | 19  | 19  | 19  | 19  |     |     |     |     |     |     |     |     |     |     |     |     |     |     |     |     |     |     |     |     |     |
| 1999      | 30  | 30  | 30  | 30  | 30  | 30  | 30  | 30  | 30  | 30  | 30  | 30  | 30  | 30  | 30  | 30  | 30  | 30  | 30  | 30  | 30  | 30  | 30  | 30  | 30  | 30  | 30  | 30  | 30  | 30  |     |     |     |     |     |     |     |     |     |     |
| 2000      | 20  | 20  | 20  | 20  | 20  | 20  | 20  | 20  | 20  | 20  | 20  | 20  | 20  | 20  | 20  | 20  | 20  | 20  | 20  | 20  |     |     |     |     |     |     |     |     |     |     |     |     |     |     |     |     |     |     |     |     |
| 2001      | 15  | 15  | 15  | 15  | 15  | 15  | 15  | 15  | 15  | 15  | 15  | 15  | 15  | 15  | 15  |     |     |     |     |     |     |     |     |     |     |     |     |     |     |     |     |     |     |     |     |     |     |     |     |     |
| 2002      | 8   | 8   | 8   | 8   | 8   | 8   | 8   | 8   |     |     |     |     |     |     |     |     |     |     |     |     |     |     |     |     |     |     |     |     |     |     |     |     |     |     |     |     |     |     |     |     |
| 2003      | 15  | 15  | 15  | 15  | 15  | 15  | 15  | 15  | 15  | 15  | 15  | 15  | 15  | 15  | 15  |     |     |     |     |     |     |     |     |     |     |     |     |     |     |     |     |     |     |     |     |     |     |     |     |     |
| 2004      | 13  | 13  | 13  | 13  | 13  | 13  | 13  | 13  | 13  | 13  | 13  | 13  | 13  |     |     |     |     |     |     |     |     |     |     |     |     |     |     |     |     |     |     |     |     |     |     |     |     |     |     |     |
| 2005      | 15  | 15  | 15  | 15  | 15  | 15  | 15  | 15  | 15  | 15  | 15  | 15  | 15  | 15  | 15  |     |     |     |     |     |     |     |     |     |     |     |     |     |     |     |     |     |     |     |     |     |     |     |     |     |
| 2006      | 12  | 12  | 12  | 12  | 12  | 12  | 12  | 12  | 12  | 12  | 12  | 12  |     |     |     |     |     |     |     |     |     |     |     |     |     |     |     |     |     |     |     |     |     |     |     |     |     |     |     |     |
| 2007      | 12  | 12  | 12  | 12  | 12  | 12  | 12  | 12  | 12  | 12  | 12  | 12  |     |     |     |     |     |     |     |     |     |     |     |     |     |     |     |     |     |     |     |     |     |     |     |     |     |     |     |     |
| 2008      | 12  | 12  | 12  | 12  | 12  | 12  | 12  | 12  | 12  | 12  | 12  | 12  |     |     |     |     |     |     |     |     |     |     |     |     |     |     |     |     |     |     |     |     |     |     |     |     |     |     |     |     |
| 2009      | 16  | 16  | 16  | 16  | 16  | 16  | 16  | 16  | 16  | 16  | 16  | 16  | 16  | 16  | 16  | 16  |     |     |     |     |     |     |     |     |     |     |     |     |     |     |     |     |     |     |     |     |     |     |     |     |
| 2010      | 25  | 25  | 25  | 25  | 25  | 25  | 25  | 25  | 25  | 25  | 25  | 25  | 25  | 25  | 25  | 25  | 25  | 25  | 25  | 25  | 25  | 25  | 25  | 25  | 25  |     |     |     |     |     |     |     |     |     |     |     |     |     |     |     |
| 2011      | 26  | 26  | 26  | 26  | 26  | 26  | 26  | 26  | 26  | 26  | 26  | 26  | 26  | 26  | 26  | 26  | 26  | 26  | 26  | 26  | 26  | 26  | 26  | 26  | 26  | 26  |     |     |     |     |     |     |     |     |     |     |     |     |     |     |
| Tổng cộng | 238 | 238 | 238 | 238 | 238 | 238 | 238 | 238 | 238 | 238 | 238 | 238 | 238 | 238 | 238 | 238 | 238 | 238 | 238 | 238 | 238 | 238 | 238 | 238 | 238 | 238 | 238 | 238 | 238 | 238 | 238 | 238 | 238 | 238 | 238 | 238 | 238 | 238 | 238 | 238 |

## Biến thể

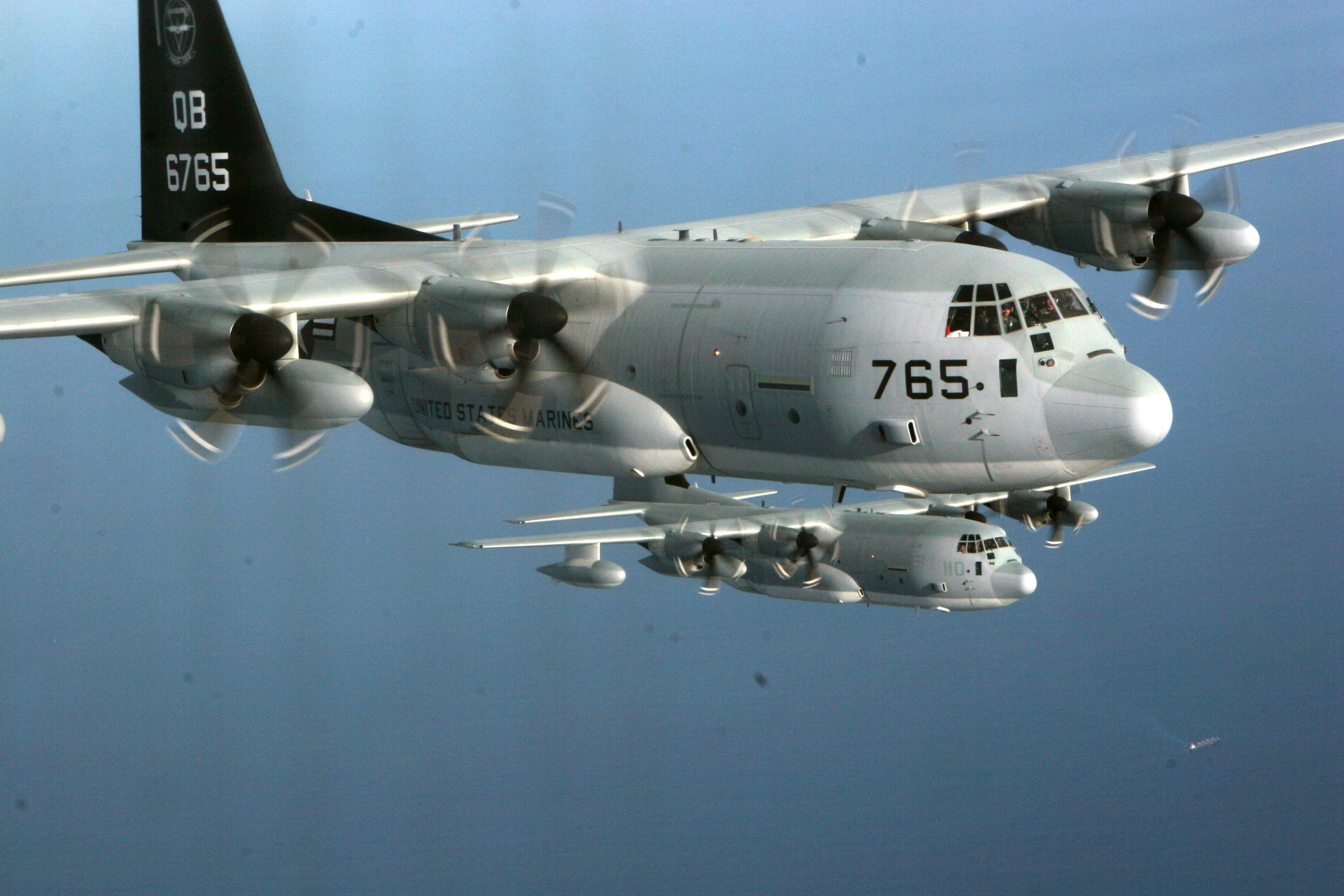
2 chiếc KC-130J thuộc phi đoàn VMGR-352 Thủy quân Lục chiến Hoa Kỳ.

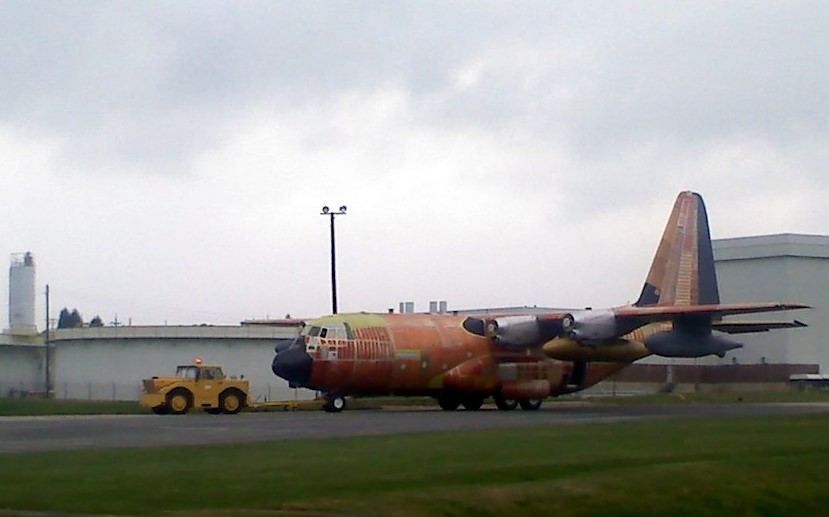
KC-130J Super Hercules

C-130J Super Hercules
C-130J-30
CC-130J Super Hercules
Định danh chính thức của không quân Mỹ và không quân hoàng gia Canada cho C-130J-30
EC-130J Commando Solo III
HC-130J Combat King II
KC-130J
MC-130J Commando II
WC-130J
Hercules C4
Hercules C5
L-100J
SC-130J Sea Hercules

## Quốc gia sử dụng
Úc

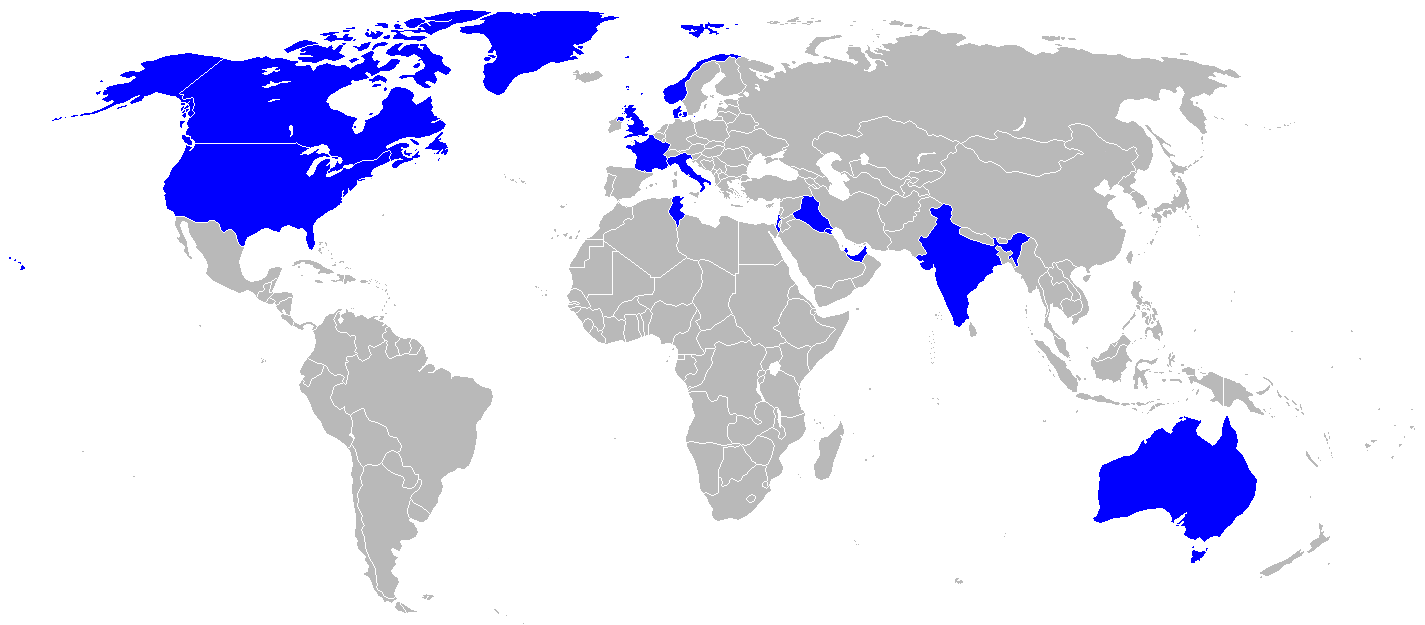
Bản đồ các quốc gia đã và sẽ sử dụng C-130J có màu xanh

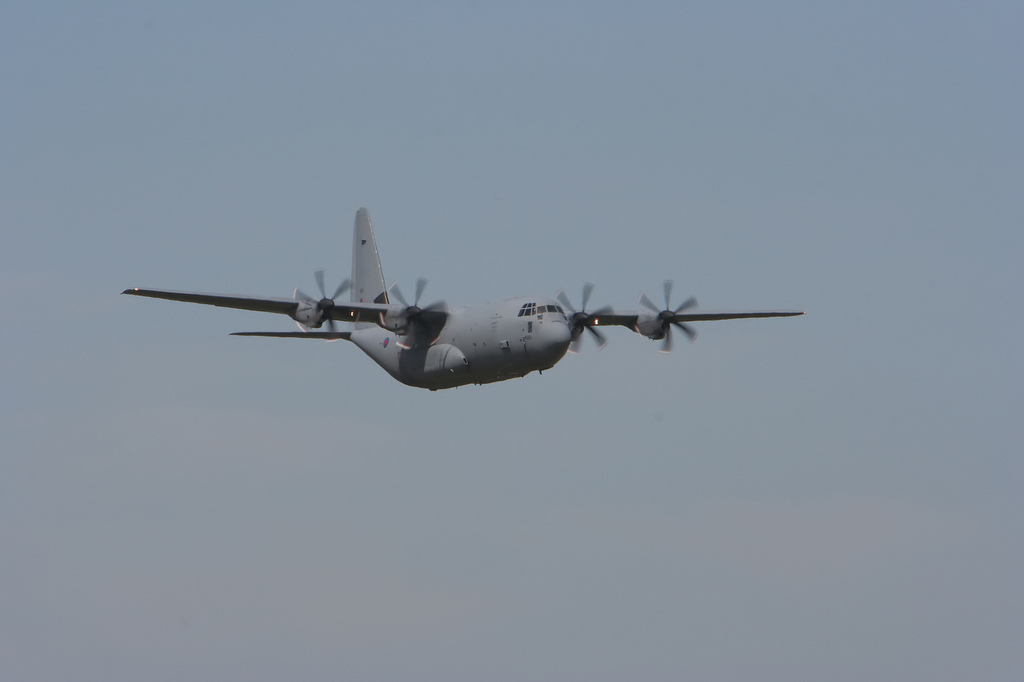
Hercules C5 thuộc phi đoàn 30 RAF Lyneham

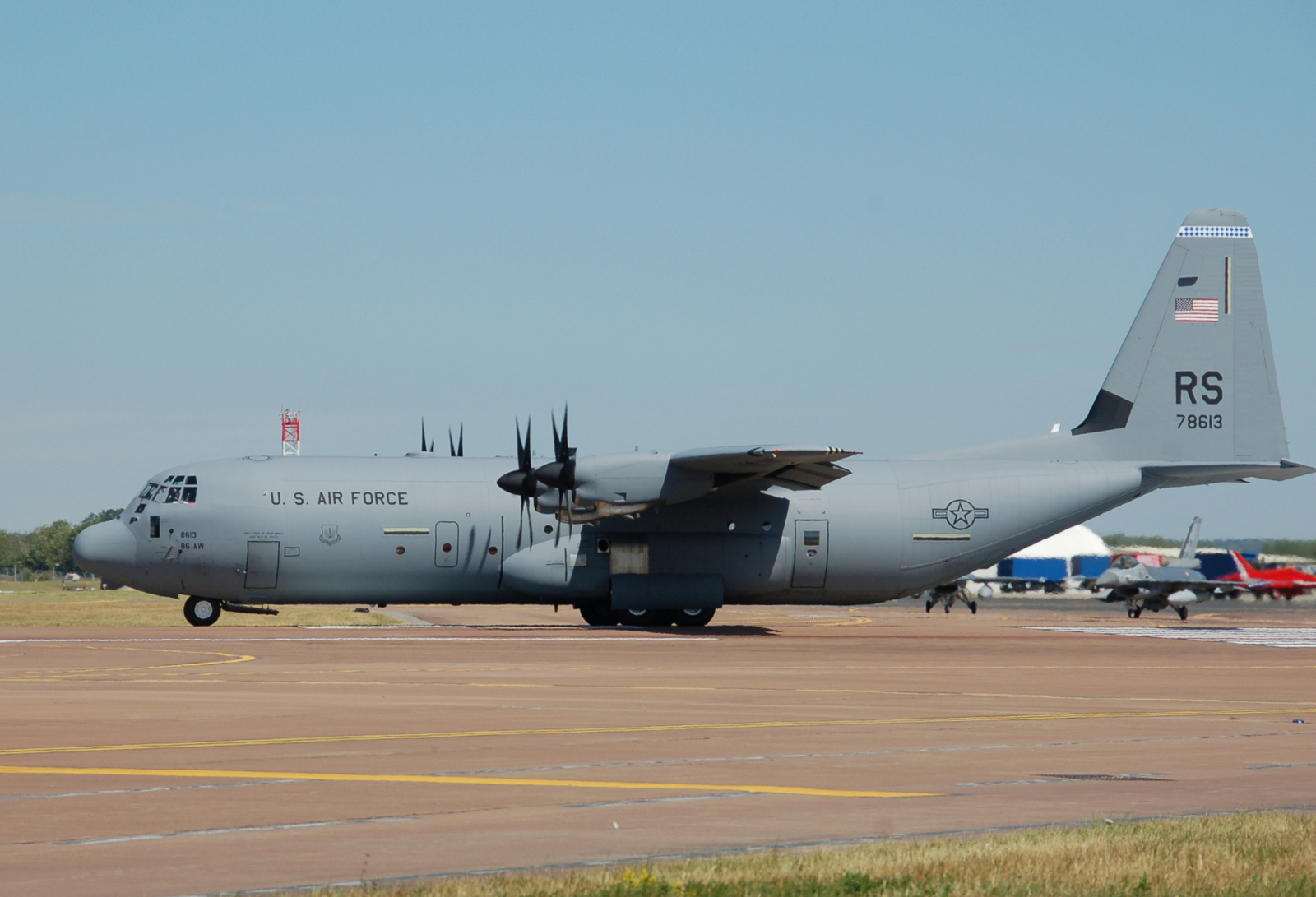
C-130J-30 thuộc không quân Hoa Kỳ, tại RIAT 2010

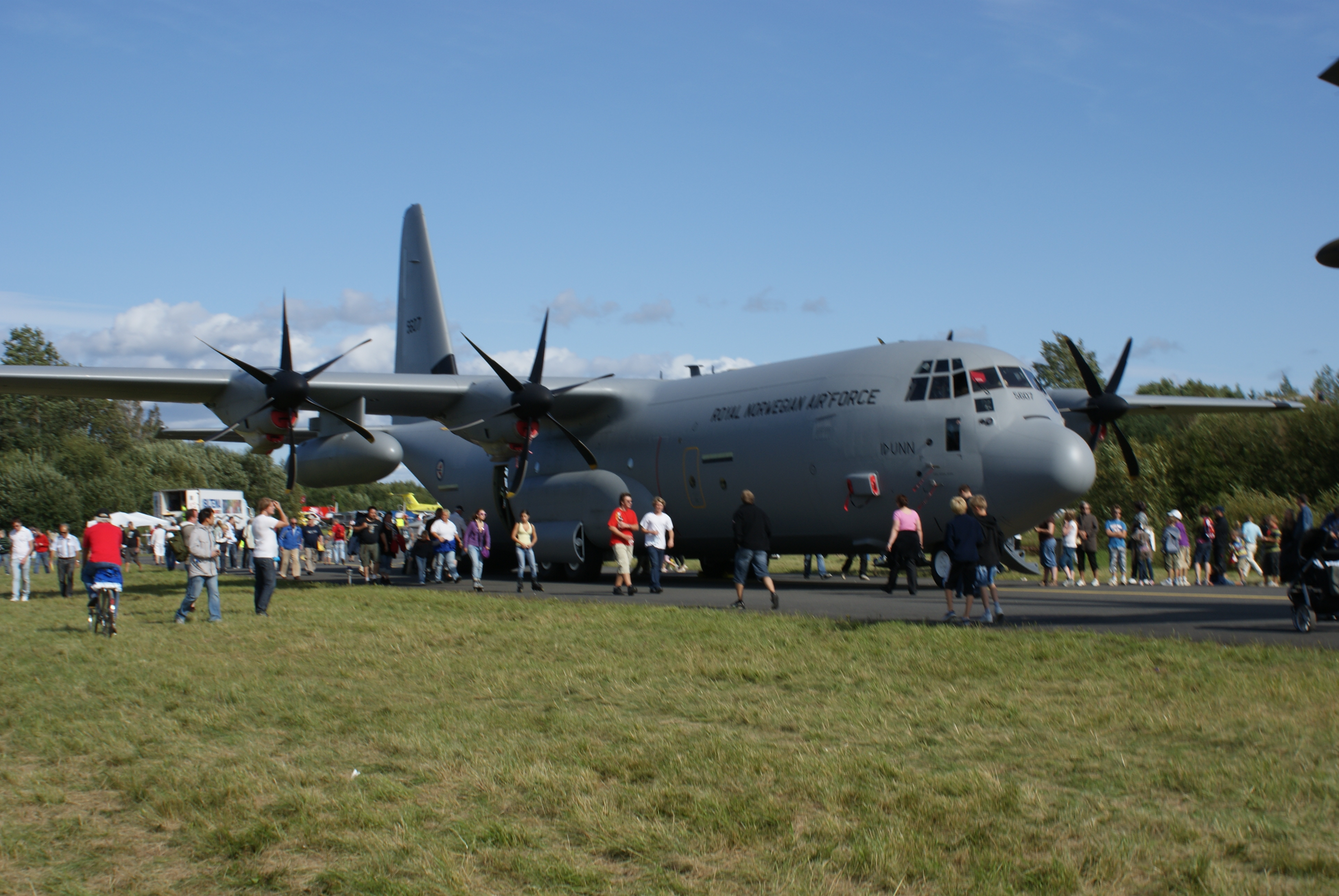
C-130J-30 của Na Uy tại Triển lãm hàng không Rygge Airshow 2009

- Không quân Hoàng gia Australia có 12 chiếc C-130J-30.[15]

 Canada
- Không quân Hoàng gia Canada có 17 chiếc C-130J-30.[16]

2010. Truy cập: ngày 3 tháng 12 năm 2010.</ref>
 Đan Mạch
- Không quân Hoàng gia Đan Mạch có 4 chiếc C-130J-30.[15]

 Ấn Độ
- Không quân Ấn Độ đặt mua 6 chiếc C-130J-30, với tùy chọn mua thêm 6 chiếc nữa vào năm 2008.[17] The option for six more aircraft was exercised in 2011.[17][18] The IAF has six C-130J-30s in service as of January 2012.[15]

 Iraq
- Không quân Iraq đặt mua 6 chiếc C-130J-30;[19][20] all six have been delivered by mid-2013.[21]

 Israel
- Không quân Israel lên kế hoạch mua 9 chiếc C-130J-30.[22] Two have been ordered, with first delivery in spring 2013.[23]

 Ý
- Không quân Italy có 21 chiếc (10 C-130J-30, 9 C-130J, và1 KC-130J).[15]

 México
- Không quân Mexicol

 Kuwait
- Không quân Kuwaitl đặt mua 3 chiếc KC-130J.[24]

 Na Uy
- Không quân Hoàng gia Na Uy có 4 chiếc C-130J-30.[15] An aircraft was delivered in September 2012 to replace one destroyed in an accident.[25]

 Oman
- Không quân Hoàng gia Oman có 1 chiếc C-130J-30,[26] và 2 chiếc C-130J giao hàng đầu 2014.[27]

 Hàn Quốc
Không quân Hàn Quốc đặt mua 4 chiếc C-130J-30, giao hàng năm 2014.
 Tunisia
- Không quân Tunisia có 2 chiếc C-130J-30 giao hàng 2013-2014.[29]

 Qatar
- Không quân Qatar có 4 chiếc C-130J-30.[15]

 Anh Quốc
- Không quân Hoàng gia có 24 chiếc (14 C-130J-30, và 10 C-130J).[15]

 United States of America
- Không quân Hoa Kỳ có 91 chiếc (62 C-130J-30, 10 C-130J, 3 EC-130J, 2 HC-130J, 4 MC-130J, và 10 WC-130J).[15]
- Thủy quân Lục chiến Hoa Kỳ có 44 chiếc KC-130J.[15]
- Bảo vệ Bờ biển Hoa Kỳ có 6 chiếc HC-130J.[15]

## Tính năng kỹ chiến thuật (C-130J)
Dữ liệu lấy từ USAF C-130 Hercules fact sheet, International Directory of Military Aircraft Encyclopedia of Modern Military Aircraft
Đặc điểm tổng quát
- Kíp lái: 3
- Sức chứa:

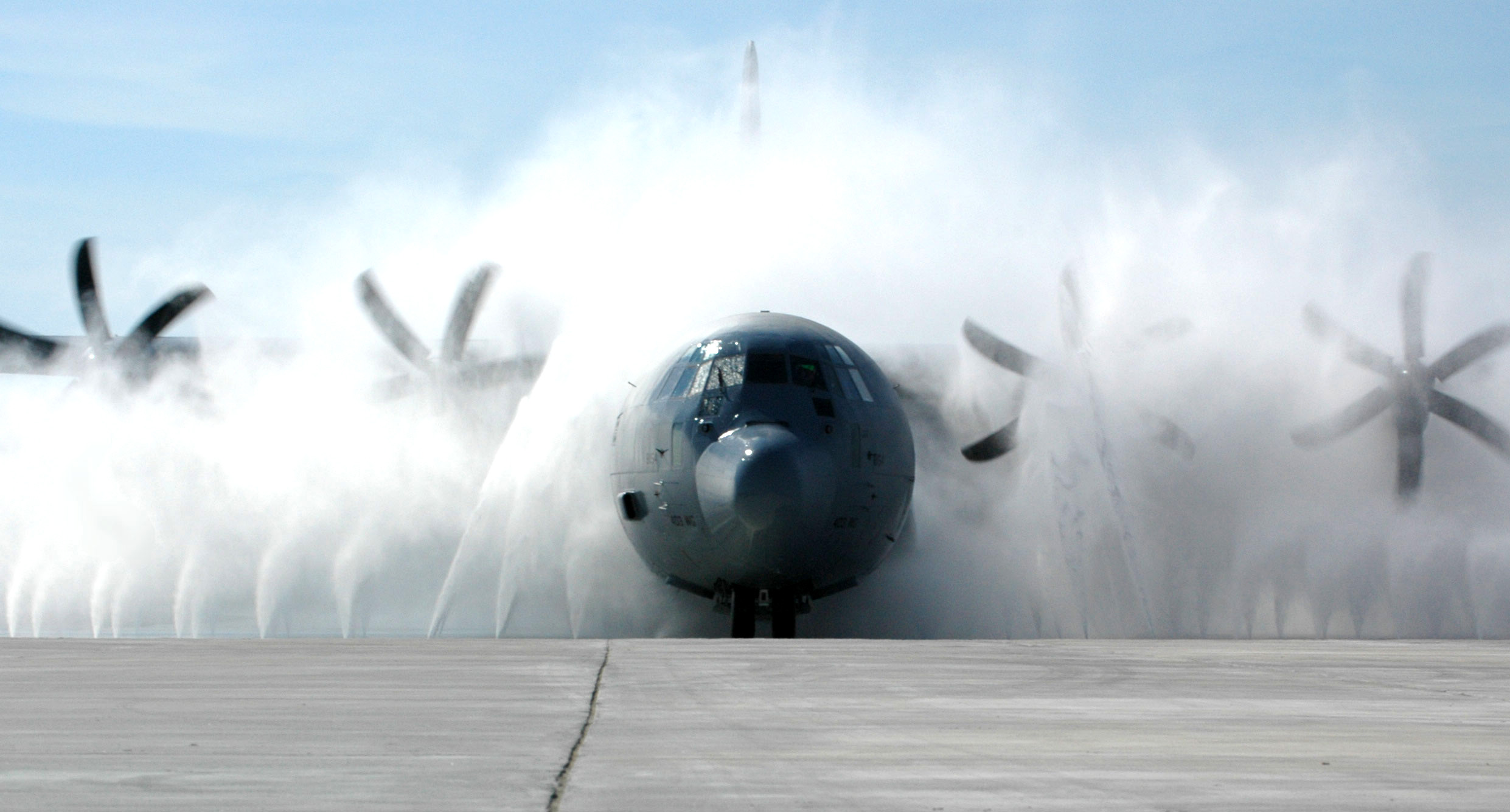
C-130J Super Hercules

- 92 hành khách (128 đối với C-130J-30) hoặc
- 64 lính dù (92 đối với C-130J-30) hoặc
- 6 pallet (8 pallet đối với C-130J-30) hoặc
- 74 cáng cứu thương với 2 nhân viên y tế (97 cáng đối với C-130J-30)
- 2–3 xe Humvee, hoặc 1 xe LAV III (đã bỏ tháp pháo) hoặc 1 chiếc xe bọc thép chở quân M113

- Tải trọng: 42.000 lb (19.050 kg) ; đối với C-130J-30: 44.000 lb/ 19.958 kg
- Chiều dài: 97 ft 9 in, 29,79 m (đối với C-130J-30: 112 ft, 9 in, 34,36 m)
- Sải cánh: 132 ft 7 in (40,41 m)
- Chiều cao: 38 ft 10 in (11,84 m)
- Diện tích cánh: 1.745 ft² (162,1 m²)
- Trọng lượng rỗng: 75.562 lb (34.274 kg)
- Trọng tải có ích: 72.000 lb (33.000 kg)
- Trọng lượng cất cánh tối đa: lên tới 175.000 lb (79.378 kg); thông thường là 155.000 lb (70.305 kg)
- Động cơ: 4 × Rolls-Royce AE 2100D3 kiểu turboprop, 4.637 shp (3.458 kW)  mỗi chiếc
- Cánh quạt: Dowty R391 6 lá cánh quạt, 1 mỗi động cơ

 Hiệu suất bay 
- Vận tốc cực đại: 362 knot (417 mph, 671 km/h)
- Vận tốc hành trình: 348 knot (400 mph, 643 km/h)
- Tầm bay: 2.835 nmi (3.262 mi, 5.250 km)
- Trần bay: 28.000 ft (8.615 m) với 42.000 pound (19.090 kilogram) tải trọng

- Độ cao tuyệt đối 40.386 ft (12.310 m)

- Khoảng cách cất cánh: 3.127 ft (953 m) với tổng trọng lượng 155.000 lb (70.300 kg)